# Karla Šlechtová

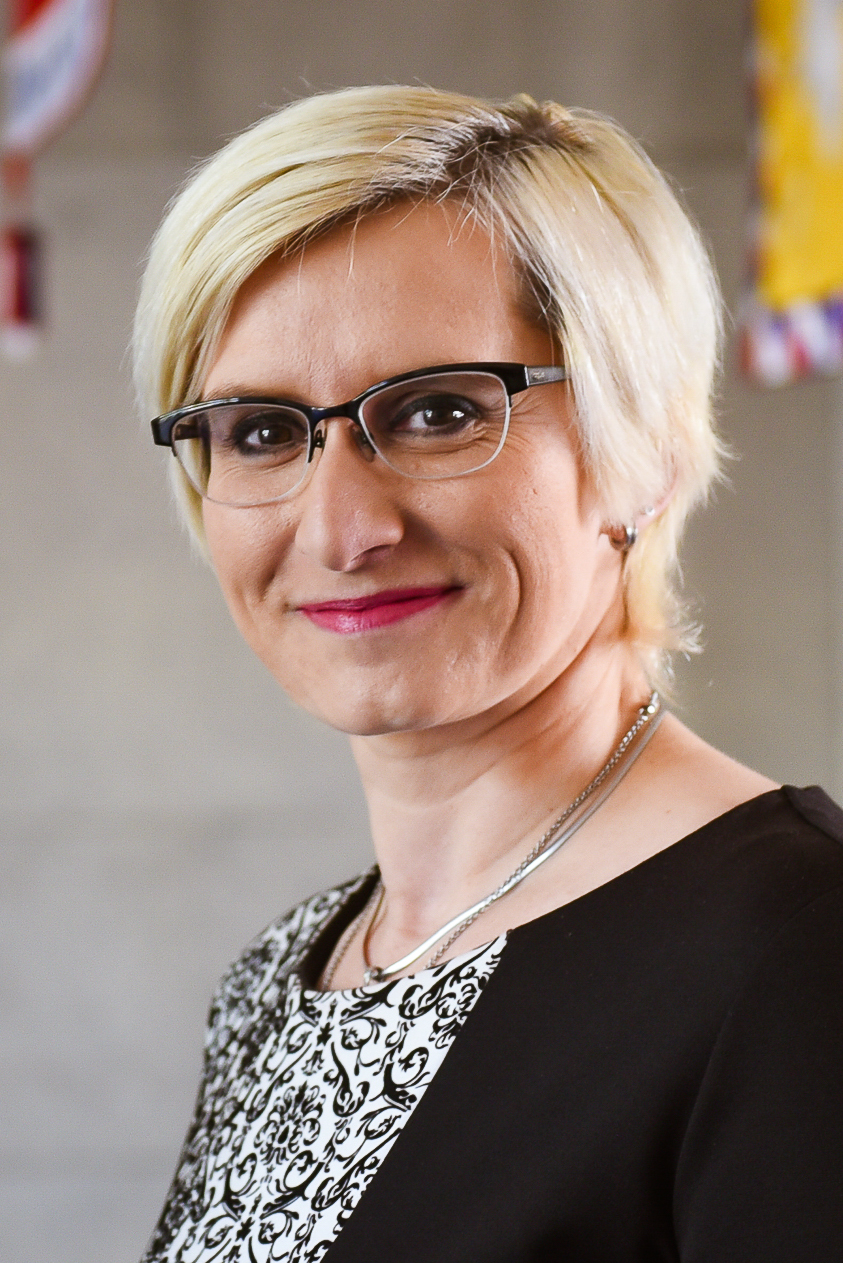
Karla Šlechtová (2018)

Karla Šlechtová (* 22. Mai 1977 in Karlsbad) ist eine tschechische Ökonomin und parteilose Politikerin. Von 2017 bis 2018 war sie Verteidigungsministerin der Tschechischen Republik.
Šlechtová studierte an der ökonomischen Fakultät der Westböhmischen Universität in Pilsen. Danach arbeitete sie als Projektkoordinatorin in Prag und Brüssel. Von 2005 bis 2010 war sie als Beraterin beim Consulting-Netzwerk Deloitte tätig. Im Februar 2011 begann sie im Ministerium für Regionalentwicklung zu arbeiten. Nachdem Ministerin Věra Jourová im Jahr 2014 in die EU-Kommission wechselte, wurde sie von der Partei ANO 2011 als Nachfolgerin vorgeschlagen und am 8. Oktober 2014 zur Ministerin für Regionalentwicklung in der Regierung Bohuslav Sobotka ernannt. 
Bei der Abgeordnetenhauswahl 2017 trat sie als Listenerste für die Region Pilsen an und zog ins Abgeordnetenhaus ein. Am 13. Dezember 2017 wurde sie als Verteidigungsministerin in der Regierung Andrej Babiš I vereidigt. Am 27. Juni 2018 schied die Regierung aus dem Amt.
Šlechtová bekannte sich als erste tschechische Abgeordnete öffentlich zu ihrer lesbischen Orientierung.